# 多重反射罩灯

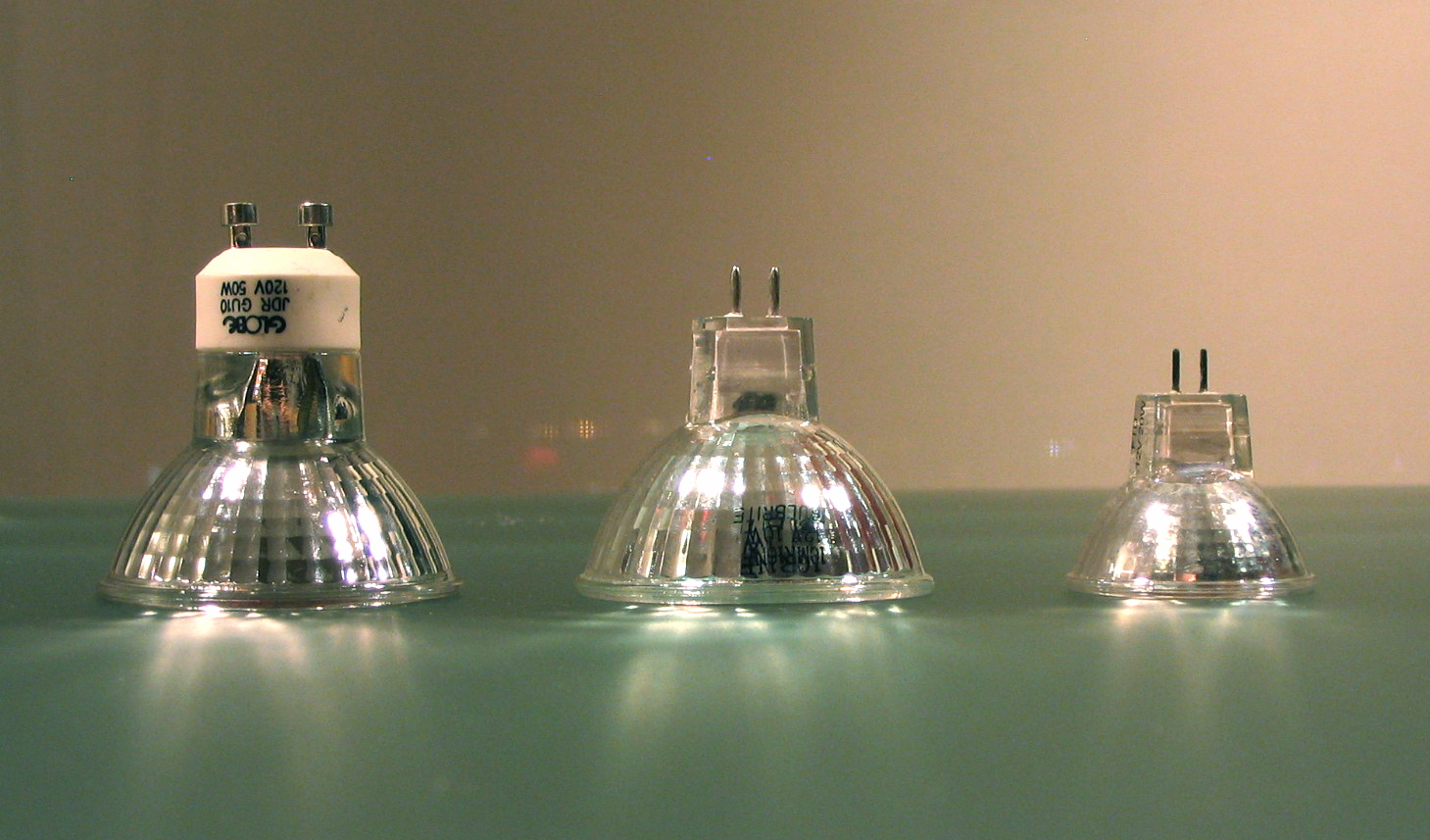
從左至右: MR16+GU10、MR16+GU5.3、MR11+GU4/GZ4

典型MR16灯泡简图

多重反射罩灯（英語：Multifaceted Reflector; MR）是一种反射灯，常常附有卤素灯泡，也有使用LED灯的版本。这类灯具最早是设计用于幻燈機，现在也可见于住宅照明和零售照明。这类灯具提供從低到中等強度的指向性照明，可用于追踪照明、凹天花板燈、檯燈、吊燈、景觀照明、零售展示照明和自行車頭燈。
多重反射灯的尺寸（前端直径）由“MR”后的数字指定，以1⁄8英寸（3.2）为一单位。常见尺寸有MR16（16⁄8英寸, 51）和MR11（11⁄8英寸, 35），此外也有用于特殊用途的MR20（20⁄8英寸, 64）和MR8（8⁄8英寸, 25）。这类灯具大多使用低电压运行，因此需要变压器才能使用市电交流电压运行。